# Vórtices de ponta de asa
Vórtices de ponta de asa são padrões circulares de ar em rotação que saem pela parte de trás de uma asa enquanto ela gera sustentação. Vórtices de ponta de asa às vezes são chamados de vórtices de bordo de fuga ou vórtices induzidos pela geração de sustentação, porque existem vórtices que ocorrem em outros lugares, além da ponta de asa. De fato, vórtices podem ser observados em qualquer ponto do bordo de fuga de uma asa onde a sustentação varia no sentido do comprimento da asa (um fato descrito e quantificado na teoria de sustentação tridimensional); eventualmente ele se transforma em grandes vórtices perto da ponta de asa, na extremidade dos flaps ou em qualquer outro lugar que modifique abruptamente o formato da asa.
Vórtices de ponta de asa são associados com o arrasto induzido, um resultado do desvio para baixo dos filetes de ar que passam pelo bordo de fuga em um aerofólio produzindo sustentação (em inglês: downwash) e são uma consequência fundamental da geração de sustentação tridimensional. Uma seleção cuidadosa do perfil da  asa (em particular, o alongamento da asa) são métodos utilizados no projeto e operação da aeronave para minimizar o arrasto induzido.
Vórtices de ponta de asa formam o componente primário da esteira de turbulência. Dependendo da umidade ambiente atmosférica, assim como o perfil aerodinâmico da asa e a carga alar, pode se condensar ou congelar água no centro dos vórtices, tornando-os visíveis.

## Geração de vórtices induzidos

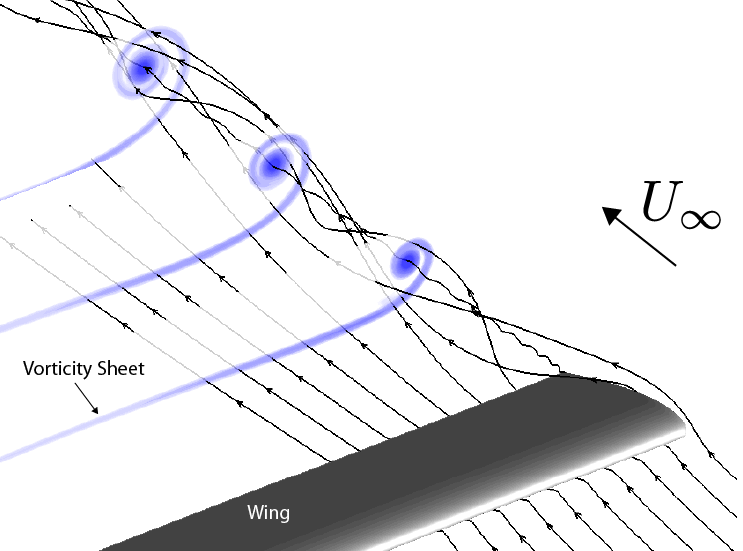
Simulação de um vórtice de ponta de asa se formando a partir do ar do intradorso escapando para a ponta da asa

Quando uma asa gera sustentação aerodinâmica, o ar no intradorso tem pressão maior do que no extradorso da asa. Assim, a pressão maior no intradorso faz com que o ar desloque-se de baixo para cima na ponta da asa, em direção à área de menor pressão, de uma maneira circular. Um padrão de fluxo circulatório emergente, chamado de vórtice, é observado, tendo um centro de baixa pressão.
A sustentação tridimensional e a ocorrência de vórtices de ponta de asa podem ser abordados pelo conceito de "horseshoe vortex" e descritos precisamente na teoria de Lanchester-Prandtl. Nessa abordagem, os vórtices de bordo de fuga são uma continuação dos vórtices de beira de asa inerentes à geração de sustentação.
Se visto a partir da cauda do avião, olhando para a frente, na direção do voo, há um vórtice de ponta de asa saindo da asa esquerda, circulando em sentido horário, e outro saindo da asa direita, circulando em sentido anti-horário. O resultado é uma região de desvio para baixo dos filetes de ar que passam pelo bordo de fuga, entre os dois vórtices.
Os dois vórtices de ponta de asa não se misturam pois circulam em direções opostas. Eles se dissipam lentamente e permanecem na atmosfera por longos períodos após a passagem da aeronave. Eles são uma ameaça para outras aeronaves, conhecidos como esteira de turbulência.

## Efeitos e mitigação

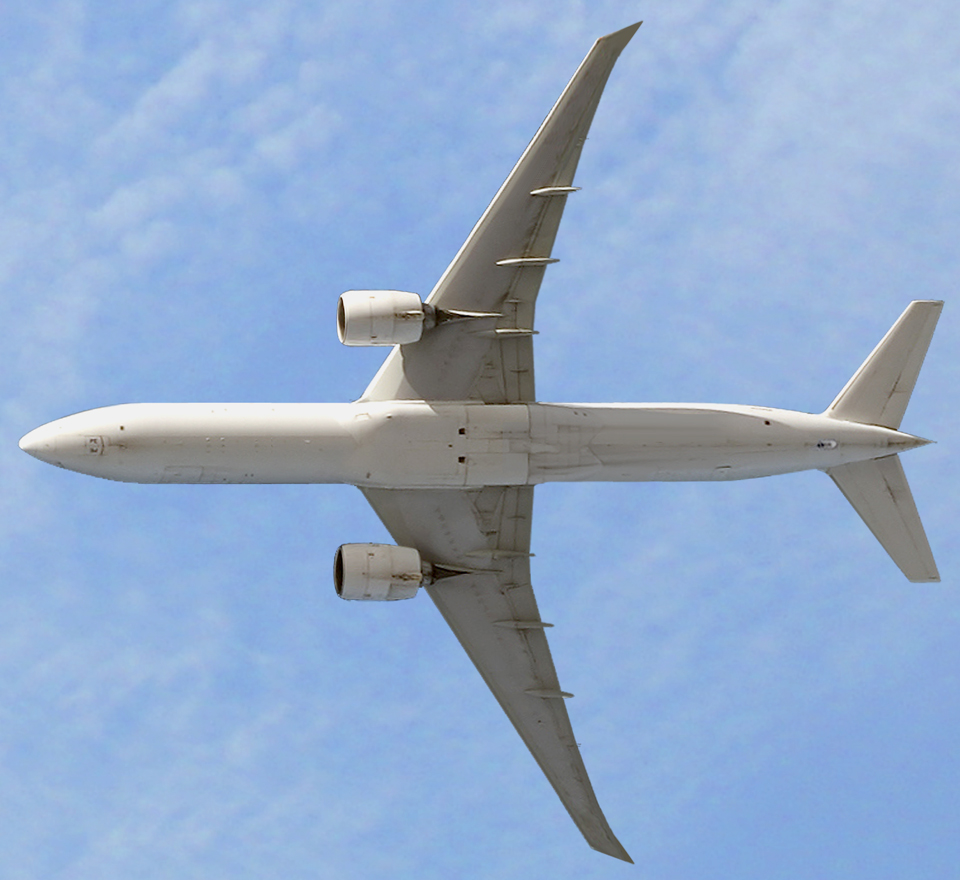
Muitas vezes os aviões comerciais modernos apresentam asas enflechadas e dispositivos de ponta de asa

Vórtices de ponta de asa são associados com o arrasto induzido, uma consequência inevitável da geração tridimensional de sustentação. O movimento rotacional do ar dentro dos vórtices de ponta de asa (às vezes descrito como uma "fuga") reduz o ângulo de ataque efetivo do ar sobre a asa.
A teoria de sustentação tridimensional descreve a distribuição dos vórtices de bordo de fuga em relação à variação de sustentação ao longo do comprimento da asa. Para um determinado comprimento e superfície de uma asa, o arrasto induzido mínimo é obtido com uma distribuição elíptica da sustentação. Para uma determinada distribuição de sustentação e formato de asa, o arrasto induzido é reduzido com aumento do alongamento da asa.
Como consequência, é desejável uma aeronave com uma razão de sustentação-arrasto elevada, como a dos planadores e aviões comerciais de longo alcance, que tipicamente possuem grande alongamento de asa. Tais asas, no entanto, possuem desvantagens com relação às limitações estruturais e de manobrabilidade, como evidenciado por aeronaves acrobáticas e de combate, que geralmente possuem asas pequenas apesar das perdas de eficiência.
Outro método de reduzir o arrasto induzido é por meio de winglets, como visto na maioria dos aviões comerciais modernos. Winglets aumentam o alongamento efetivo da asa, alterando o padrão e a magnitude da vorticidade do padrão do vórtice. Uma redução da energia cinética circular do fluxo de ar é alcançada, o que reduz a quantidade de combustível gasto para realizar o trabalho sobre o vórtice.

## A visibilidade dos vórtices

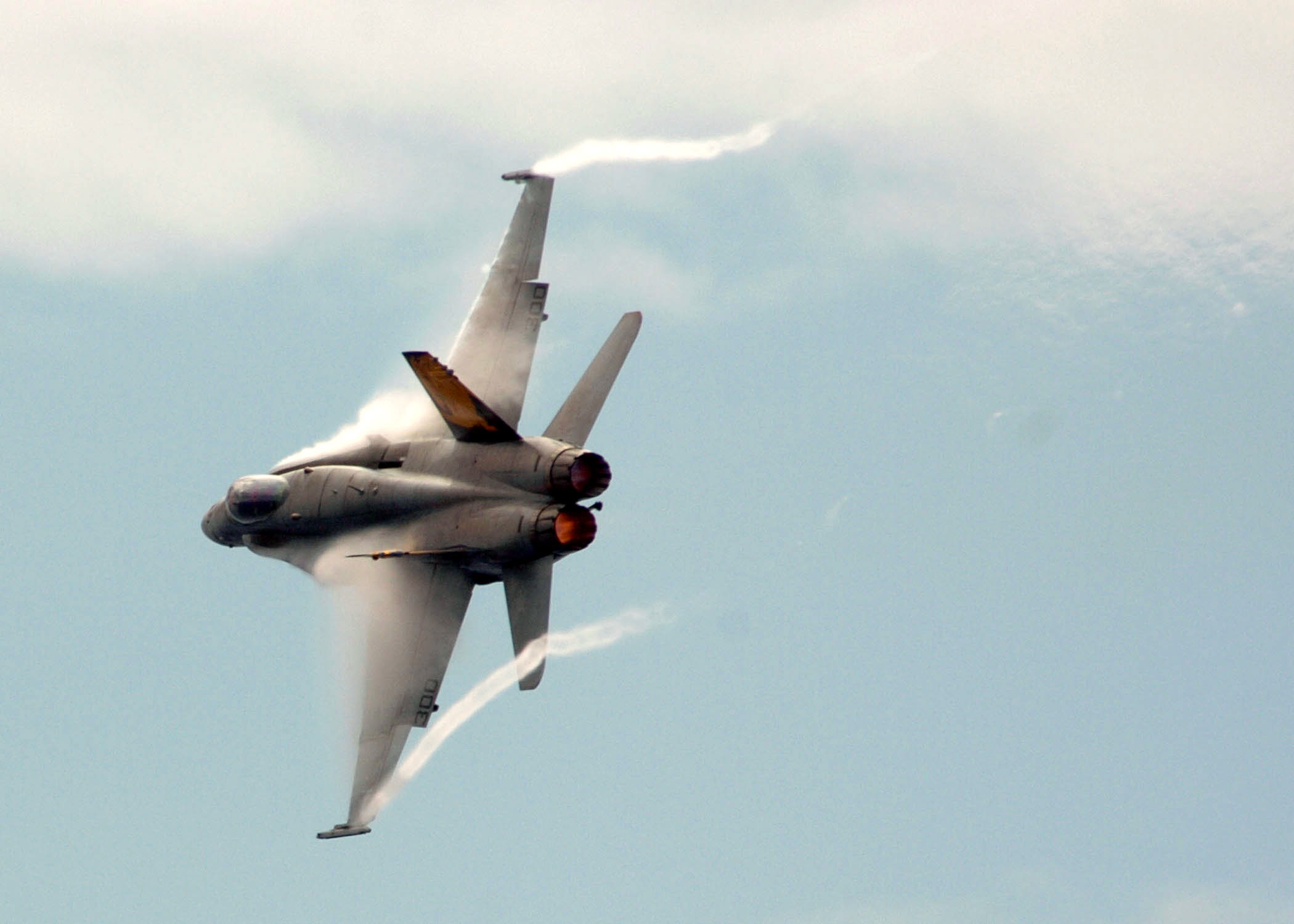
Vórtices saindo da ponta de asa e da extensão do bordo de ataque de um F/A-18

Os núcleos dos vórtices são por vezes visíveis porque a água presente neles condensa a partir de gás (vapor) para o líquido, e às vezes até mesmo congela, formando partículas de gelo.
A condensação do vapor de água nos vórtices de ponta de asa é mais comum em aeronaves voando em altos ângulos de ataque, tais como aviões de caça em manobras com elevada força g ou de aviões comerciais decolando e pousando em dias úmidos.

### Condensação aerodinâmica e congelamento
Os núcleos de vórtices giram em uma velocidade muito alta e são regiões de baixa pressão. Em primeira aproximação, estas regiões de baixa pressão fazem uma pequena troca de calor com as regiões vizinhas (por exemplo, adiabaticamente), reduzindo, assim, a temperatura local nas regiões de baixa pressão. Se a temperatura cair abaixo do ponto de orvalho, acontece uma condensação do vapor de água presente no centro dos vórtices de ponta de asa, tornando-os visíveis. A temperatura pode até descer abaixo do ponto de congelamento, momento em que cristais de gelo se formam dentro dos núcleos.
A fase da água (por exemplo, se ele assume a forma sólida, líquida ou gasosa) é determinada pela sua temperatura e pressão. Por exemplo, no caso da transição gás-líquido, para cada pressão, há uma "temperatura de transição" específica, {\displaystyle T_{c}}  de tal forma que se a temperatura da amostra é apenas um pouco acima de {\displaystyle T_{c}} a amostra que vai ser um gás, mas, se a temperatura da amostra for apenas um pouco abaixo {\displaystyle T_{c}}, a amostra será um líquido; ver a transição de fase. Por exemplo, à pressão atmosférica padrão,  {\displaystyle T_{c}} é igual a 100 °C = 212 °F. A temperatura de transição {\displaystyle T_{c}} diminui com a diminuição da pressão (o que explica por que a água ferve com temperaturas baixas em altitudes mais elevadas e ferve em altas temperaturas em uma panela de pressão; clique aqui para mais informações). No caso do vapor de água no ar, o {\displaystyle T_{c}} correspondente à pressão parcial do vapor de água, que é chamado de ponto de orvalho. (A transição sólido–líquido também acontece em torno de uma determinada temperatura de transição, chamada de ponto de fusão. Para a maioria das substâncias, o ponto de fusão também diminui com a diminuição da pressão, apesar de gelo de água, em particular, na forma de gelo Ih, que é o gelo mais comum - é uma notável exceção a essa regra.)
Os núcleos dos vórtices são regiões de baixa pressão. Durante a formação do núcleo de um vórtice, a água presente no ar (na região que está prestes a se tornar o núcleo) está em forma de vapor, o que significa que a temperatura local está acima do ponto de orvalho. Depois da formação do núcleo do vórtice, a pressão dentro dele cai abaixo da pressão atmosférica ambiente, assim como a temperatura do ponto de orvalho ({\displaystyle T_{c}}) também cai. Desta forma, por si só a queda na pressão tende a manter a água na forma de vapor: O ponto de orvalho inicial já estava abaixo da temperatura do ar ambiente e a formação do vórtice diminuiu ainda mais a temperatura do ponto de orvalho. No entanto, com a formação do núcleo do vórtice, sua pressão (e seu ponto de orvalho) não são as únicas propriedades que estão caindo: a temperatura do núcleo do vórtice também cai e, de fato, ela pode cair muito mais do que o ponto de orvalho, como será explicado a seguir.
Aqui seguimos a discussão na Ref. Para a primeira aproximação, a formação de núcleos de vórtice é termodinamicamente um processo adiabático, isto é, sem troca de calor. Em tal processo, a queda de pressão é acompanhado por uma queda na temperatura, de acordo com a equação
{\displaystyle {\frac {T_{\text{f}}}{T_{\text{i}}}}=\left({\frac {p_{\text{f}}}{p_{\text{i}}}}\right)^{\frac {\gamma -1}{\gamma }}.}
Aqui, {\displaystyle T_{\text{i}}} e {\displaystyle p_{\text{i}}} são a temperatura absoluta e a pressão no início do processo (aqui igual à temperatura do ar e pressão ambiente), {\displaystyle T_{\text{f}}} e {\displaystyle p_{\text{f}}} são a temperatura e a pressão absolutas no núcleo do vórtice (que é o resultado final do processo), e a constante {\displaystyle \gamma } é por volta de 7/5 = 1.4 para o ar (ver aqui).
Assim, apesar do ponto de orvalho local dentro do vórtice é ainda menor do que no ar ambiente, o vapor de água pode, contudo, condensar — se a formação do vórtice trouxer a temperatura local para abaixo do novo ponto de orvalho local. Vamos verificar que isso, de fato, pode acontecer sob condições realistas.
Para uma típica aeronave de transporte pousando em um aeroporto, as condições são as seguintes: Podemos usar {\displaystyle T_{\text{i}}} e {\displaystyle p_{\text{i}}} para ter os valores correspondentes às chamadas condições normais, isto é, {\displaystyle p_{\text{i}}} = 1 atm = 1013.25 mb = 101{\displaystyle \,}325 Pa e {\displaystyle T_{\text{i}}} = 293.15 K (que é de 20 °C = 68 °F). Usaremos a umidade relativa para ser um valor confortável de 35% (ponto de orvalho 4.1 °C = 39.4 °F). Isso corresponde a uma pressão parcial de vapor de água de 820 Pa = 8.2 mb. Vamos assumir que no núcleo de um vórtice, a pressão ({\displaystyle p_{\text{f}}}) cai para cerca de 80% da pressão ambiente, por exemplo, cerca de 80 000 Pa.
Vamos primeiro determinar a temperatura no núcleo do vórtice. Ela é dada pela equação acima, sendo: {\displaystyle T_{\text{f}}=\left({\frac {\scriptstyle 80\,000}{\scriptstyle 101\,325}}\right)^{\scriptscriptstyle 0.4/1.4}\,T_{\text{i}}=0.935\,\times \,293.15=274\;{\text{K}},} ou 0.86 °C = 33.5 °F.
Em seguida, vamos determinar o ponto de orvalho no núcleo do vórtice. A pressão parcial da água no núcleo do vórtice cai proporcionalmente à queda total de pressão (por exemplo, pela mesma percentagem), a cerca de 650 Pa = 6.5 mb. De acordo com a calculadora de ponto de orvalho deste site (como alternativa, pode-se usar a equação de Antoine para obter um valor aproximado), essa pressão parcial resulta em um ponto de orvalho local de cerca de 0.86 °C; em outras palavras, o novo ponto de orvalho local é igual à nova temperatura local.
Portanto, o caso que consideramos é um caso marginal; se a umidade relativa do ar ambiente fosse, até mesmo, um pouco mais alta (com a pressão total e a temperatura se mantendo como o estabelecido acima), o ponto de orvalho local dentro do vórtice iria aumentar, enquanto a temperatura local permaneceria a mesma que acabamos de encontrar. Assim, a temperatura local passaria a ser menor do que o ponto de orvalho local e, assim, o vapor de água dentro dos vórtices de fato iria se condensar. Sob condições adequadas, a temperatura local no núcleo do vórtice pode cair abaixo do ponto de congelamento local, de forma que partículas de gelo se formam dentro dos núcleos dos vórtices.
Vimos que o mecanismo de condensação água-vapor nos vórtices de ponta de asa acontecem por alterações locais na pressão e temperatura do ar. Isso é para ser contrastado com o que acontece em outro caso bem conhecido de condensação de água relacionado com aviões: os rastros de condensação que saem dos motores de uma aeronave. No caso dos rastros de condensação, a pressão atmosférica local e a temperatura não se alteram significativamente, o que importa, em vez disso, é que os gases de escape do motor contém tanto vapor de água (o que aumenta a concentração local de água-vapor e a sua pressão parcial, resultando em pontos de orvalho e de congelamento elevados), quanto os aerossóis (que fornecem centros de nucleação para a condensação e congelamento).

## Voos em formação

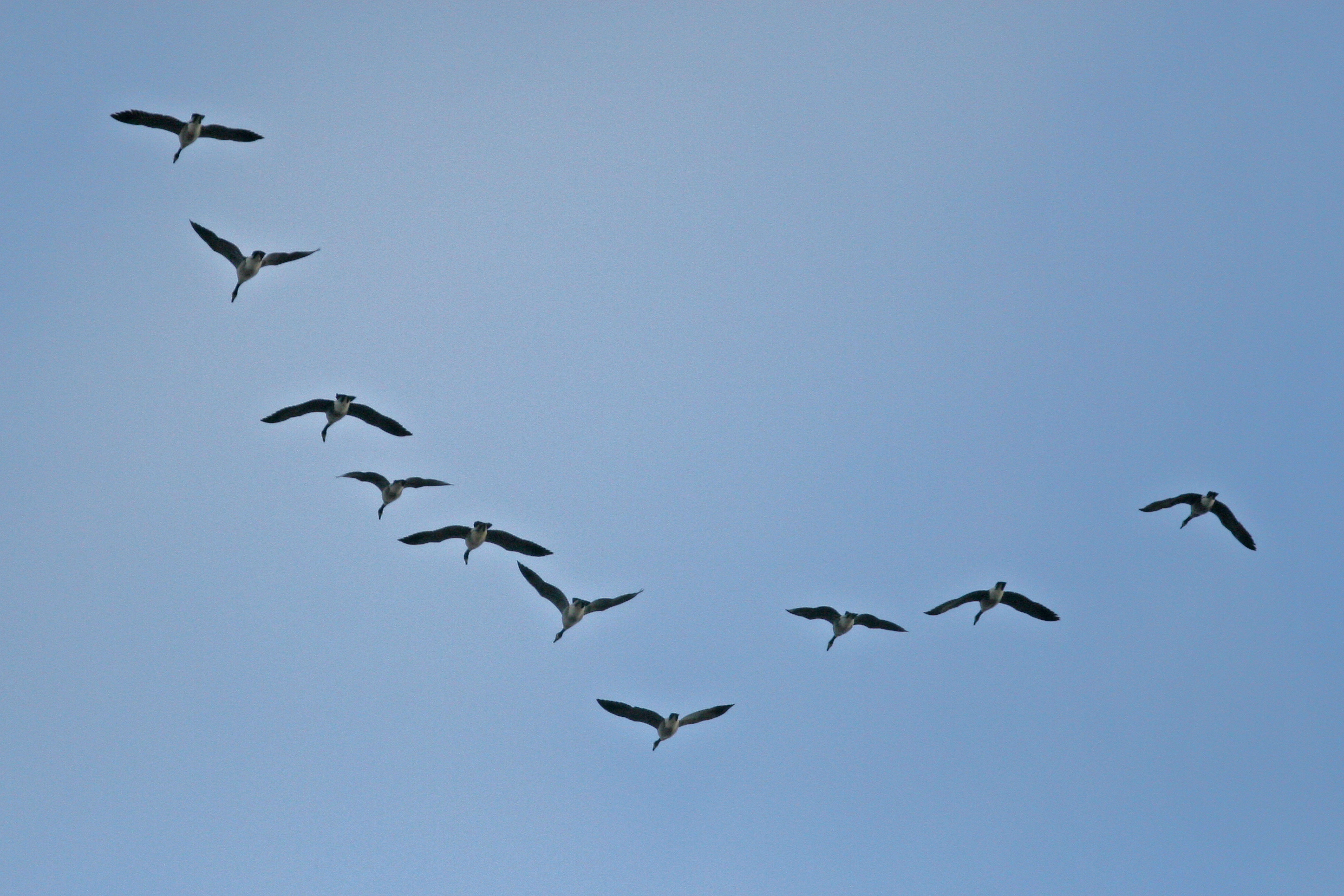
Gansos canadenses na formação em V

Uma teoria sobre a migração de aves afirma que muitas das maiores espécies de pássaros voam numa formação em V  para que todos, menos o pássaro líder, possam aproveitar os filetes ascendentes de ar dos vórtices de ponta de asa do pássaro à frente.

## Perigos

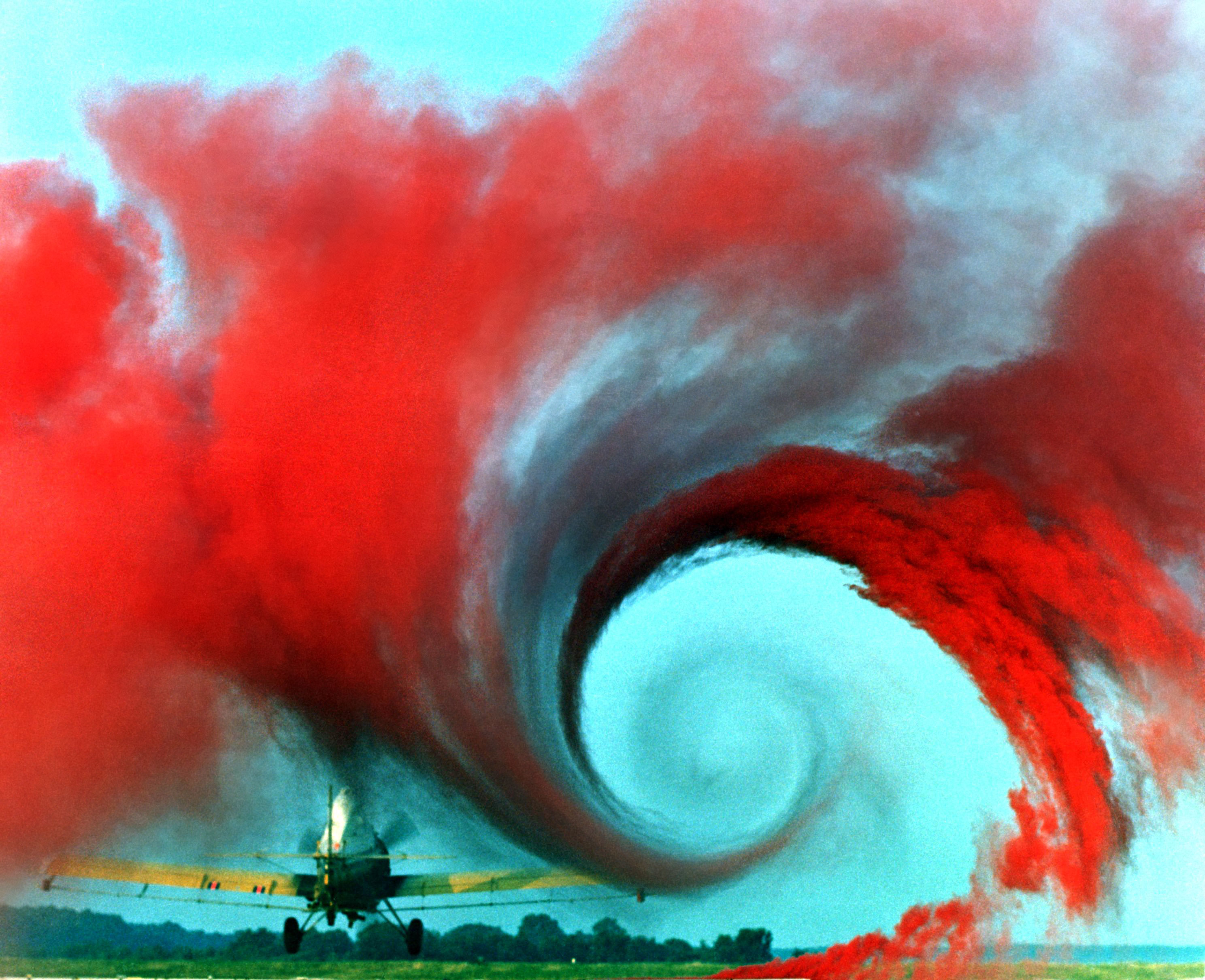
Estudo da NASA sobre vórtices de ponta de asa, ilustrando o tamanho dos vórtices produzidos.

Vórtices de ponta de asa podem representar um perigo para aeronaves, especialmente durante as fases de pouso e decolagem. A intensidade ou a força do vórtice é uma função do peso da aeronave, velocidade e configuração (posição de flap, etc). Os vórtices mais fortes são produzidos por aeronaves pesadas, voando devagar, com flaps estendidos e trem de pouso recolhido ("pesado, lento e limpo"). Aviões a jato grandes podem gerar vórtices que podem persistir por muitos minutos à deriva com o vento.
O aspecto perigoso dos vórtices de ponta de asa geralmente são discutidos no contexto de esteira de turbulência. Se uma aeronave leve seguir imediatamente uma aeronave pesada, a esteira de turbulência da aeronave pesada pode rolar a aeronave leve mais rápido do que ela pode resistir com o uso dos ailerons. Em baixas altitudes, particularmente, durante pousos e decolagens, isso pode levar a uma posição irrecuperável. ("Leve" e "pesada" são termos relativos e até mesmo as aeronaves a jato menores podem sofrer com esse efeito.) Os controladores de tráfego aéreo avisam os pilotos sobre a esteira de turbulência na tentativa de prover uma separação adequada entre aeronaves decolando e pousando.
Em geral, para evitar os vórtices, é melhor que uma aeronave decole antes do ponto de rotação da aeronave que decolou em sua frente. Entretanto, é preciso tomar cuidado para se manter acima (ou de outra forma, mas afastado) dos vórtices que são gerados pela aeronave à frente. Ao pousar atrás de uma aeronave, o piloto deve manter sua trajetória de aproximação acima da trajetória da aeronave à frente e tocar na pista mais à frente do que a outra aeronave.
Por fim, deve ser destacado que pilotos de planadores rotineiramente praticam voos em vórtices de ponta de asa quando eles fazem uma manobra chamada de "lutando contra a esteira" (do inglês: "boxing the wake"). Isso envolve descer de uma posição mais alta para uma mais baixa atrás de um avião rebocador. Em seguida, são efetuados figuras retangulares, segurando o planador em pontos altos e baixos atrás da aeronave rebocadora antes de subir novamente através dos vórtices. (Por segurança, essa manobra não é feita abaixo de 1500 pés acima do solo e geralmente é feita com um instrutor presente.) Dada a relativamente baixa velocidade e leveza de ambas as aeronaves, a manobra é segura, mas instiga o senso do quão forte e onde a turbulência fica localizada.

## Galeria

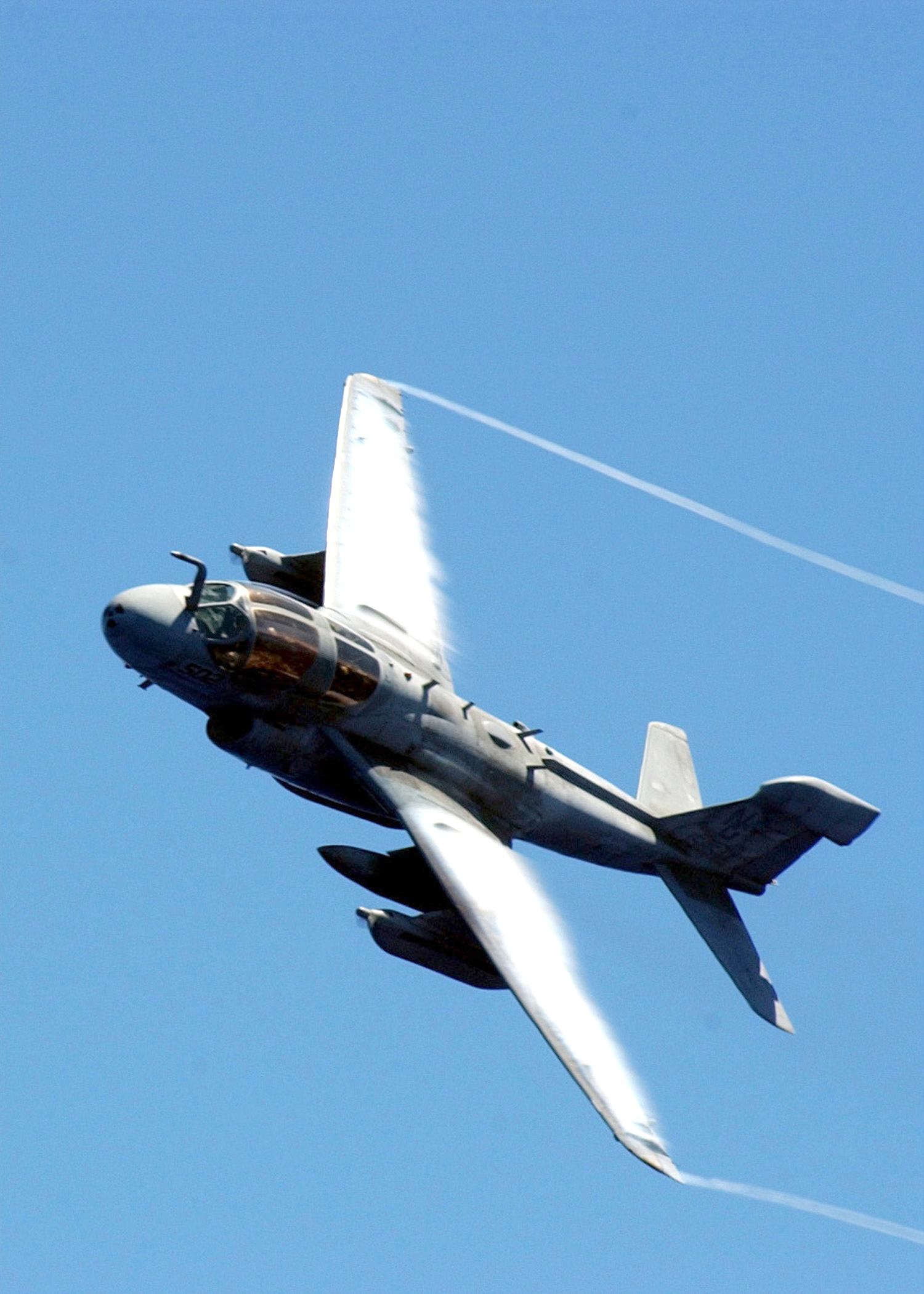
Um EA-6 Prowler com condensação nos núcleos de seus vórtices de ponta de asa e também no topo de suas asas.
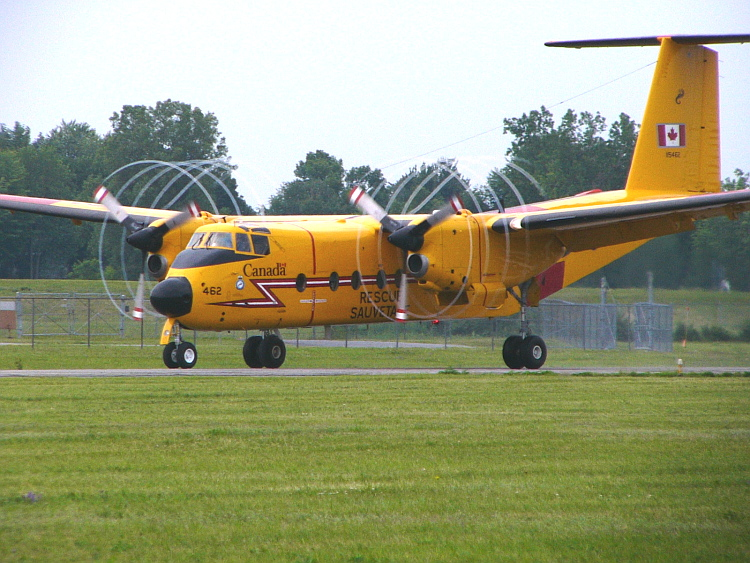
Vórtices podem se formar na ponta das pás de hélice, como visto nesse DHC-5 Buffalo.
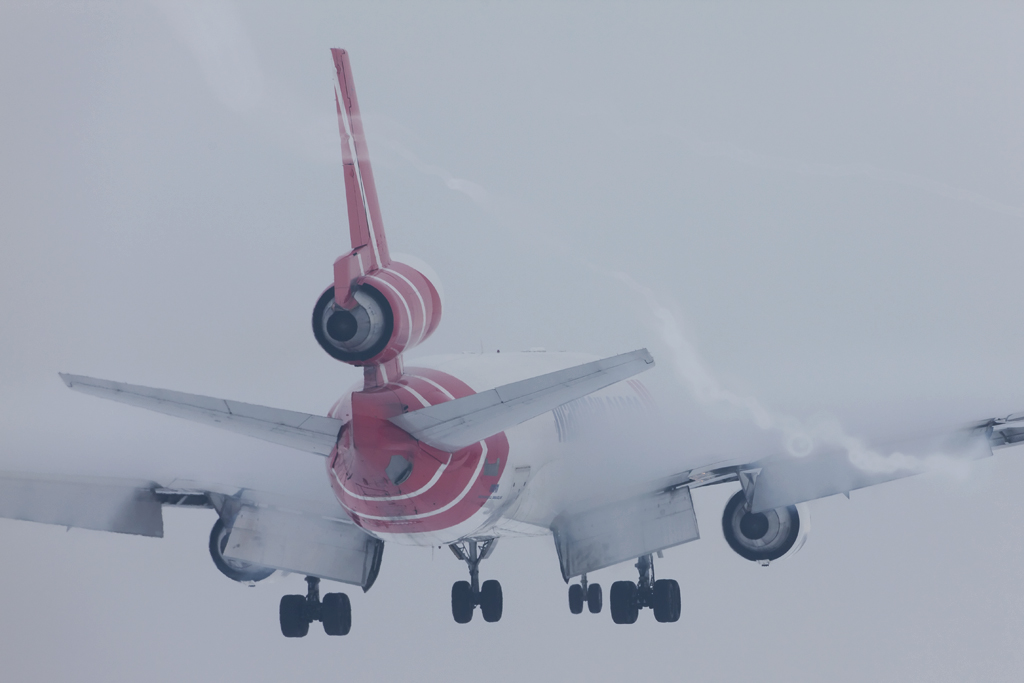
O núcleo do vórtice saindo da ponta de um flap de uma aeronave comercial com os flaps estendidos.
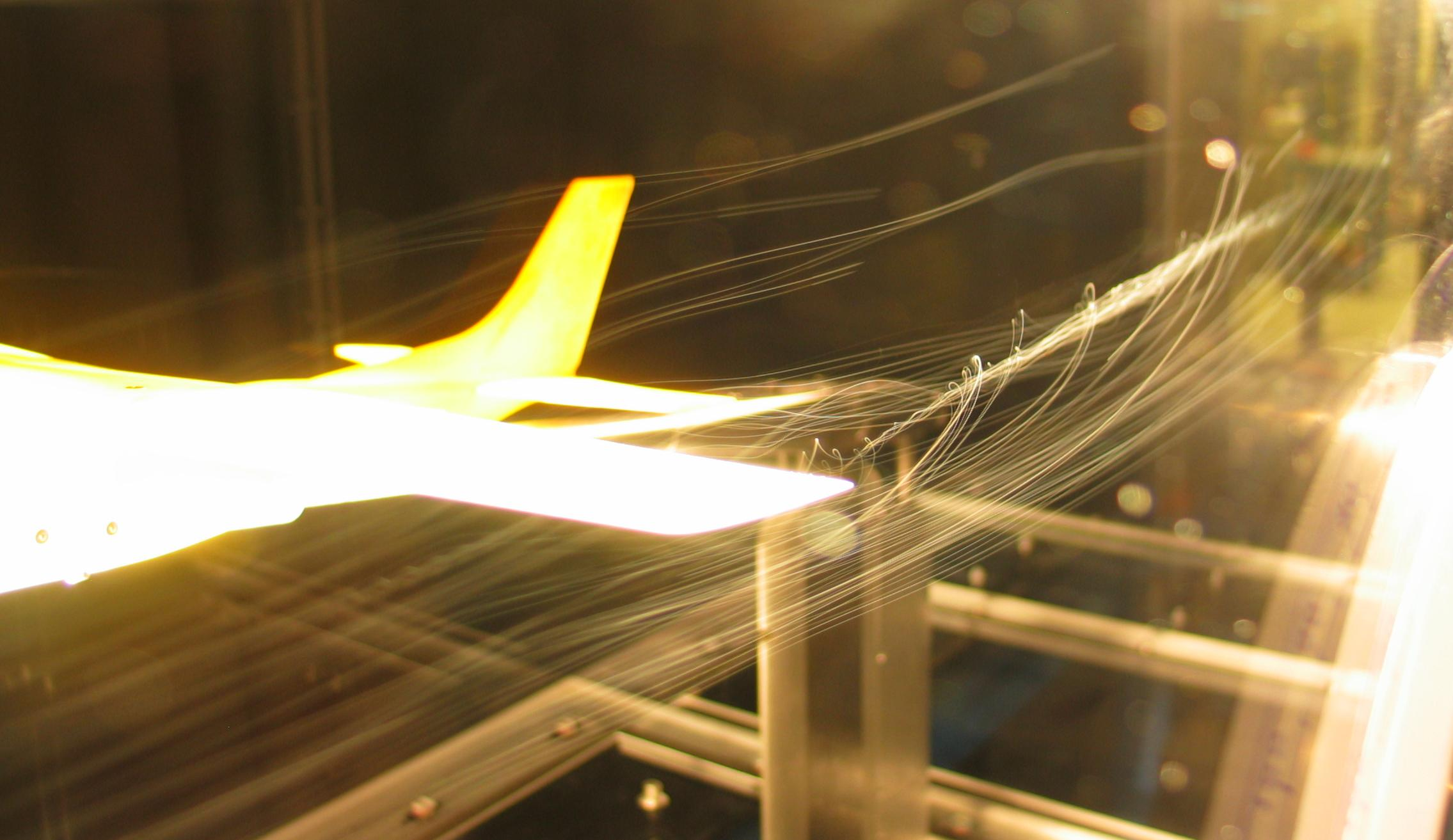
Vórtices de ponta de asa de um modelo de Cessna 182 em túnel de vento.
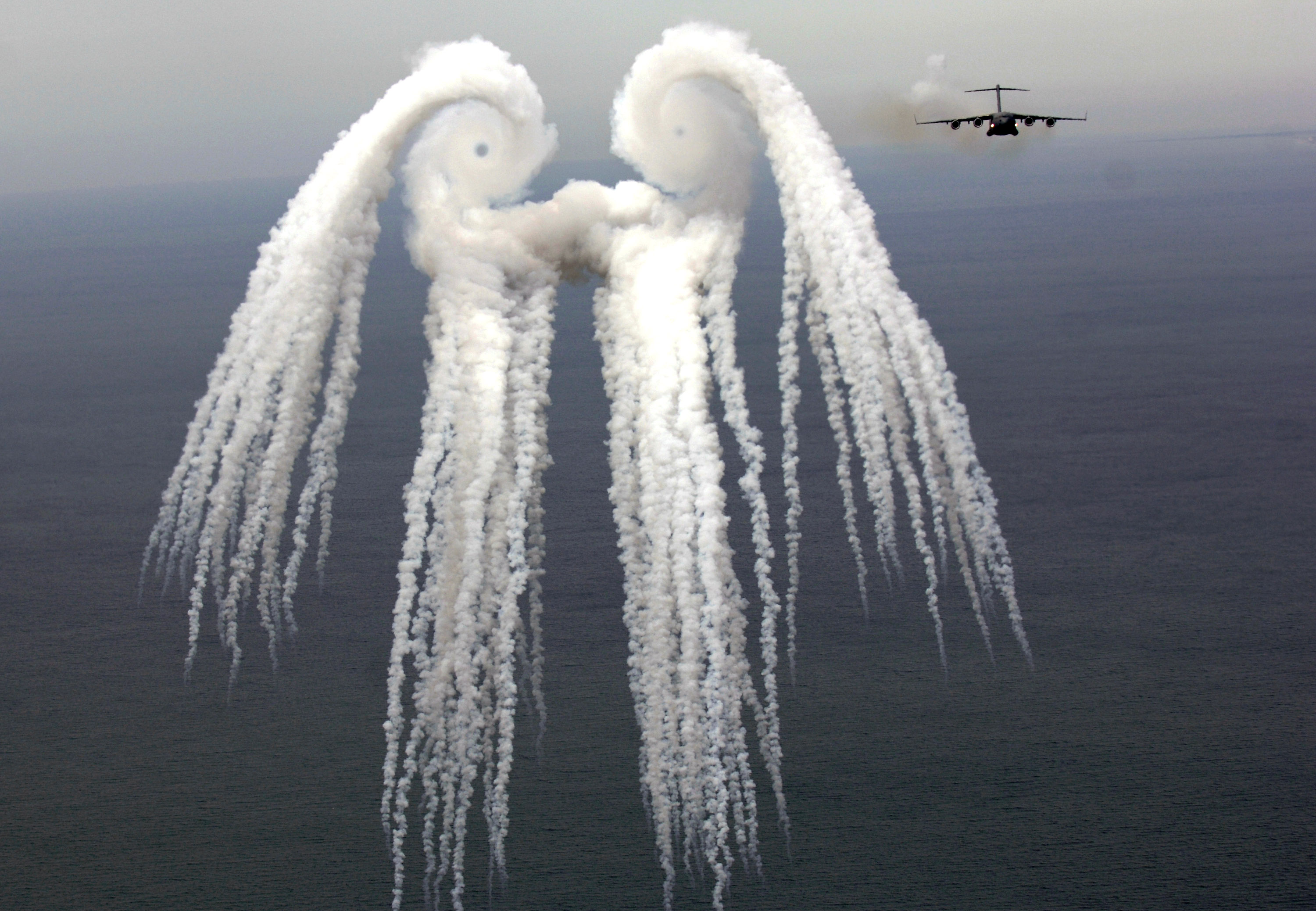
Vórtices de ponta de asa vistos na fumaça de flares atrás de um C-17 Globemaster III. Também conhecida como fumaça angelical.
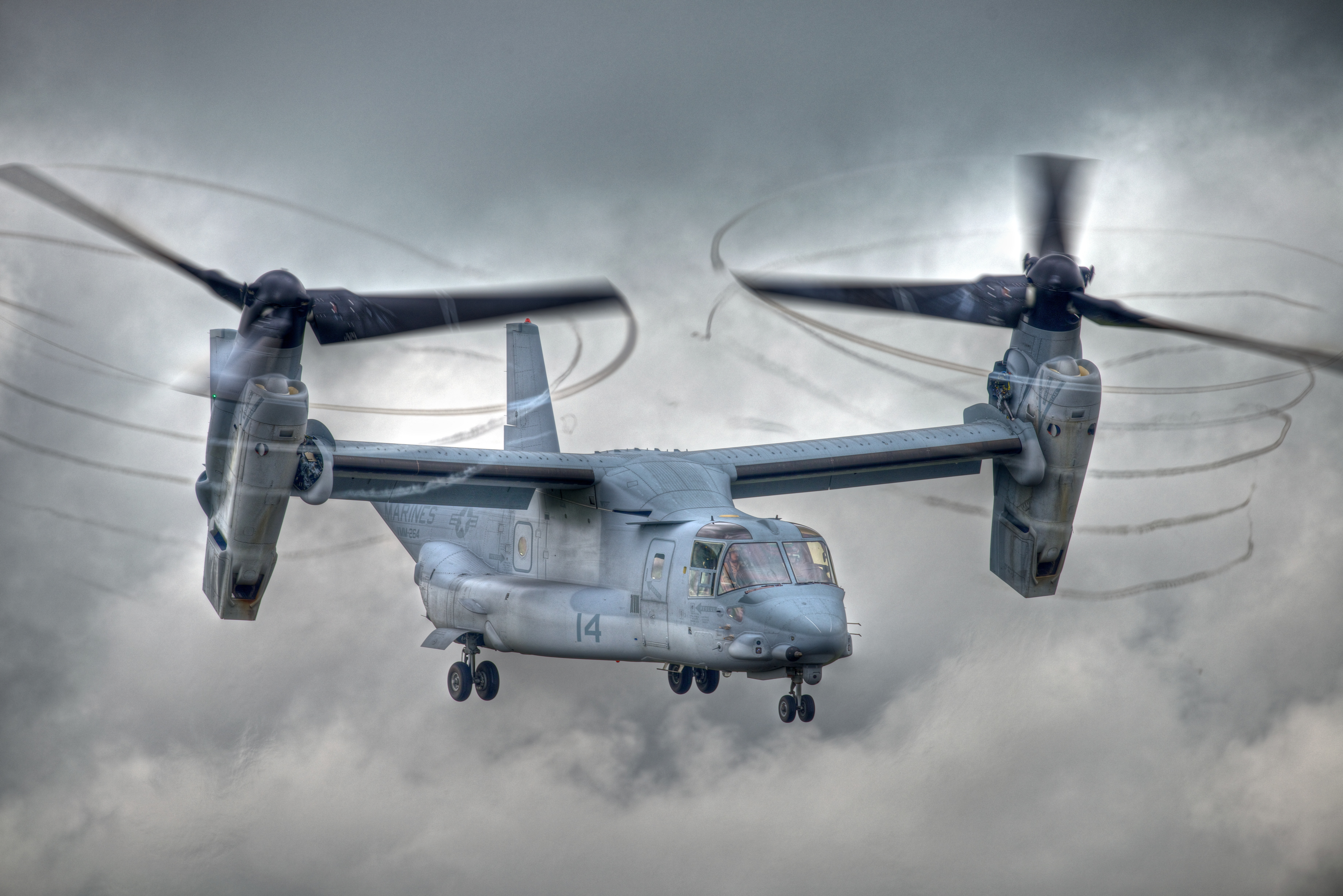
O MV-22 Osprey produzindo vórtices visíveis na ponta das hélices.
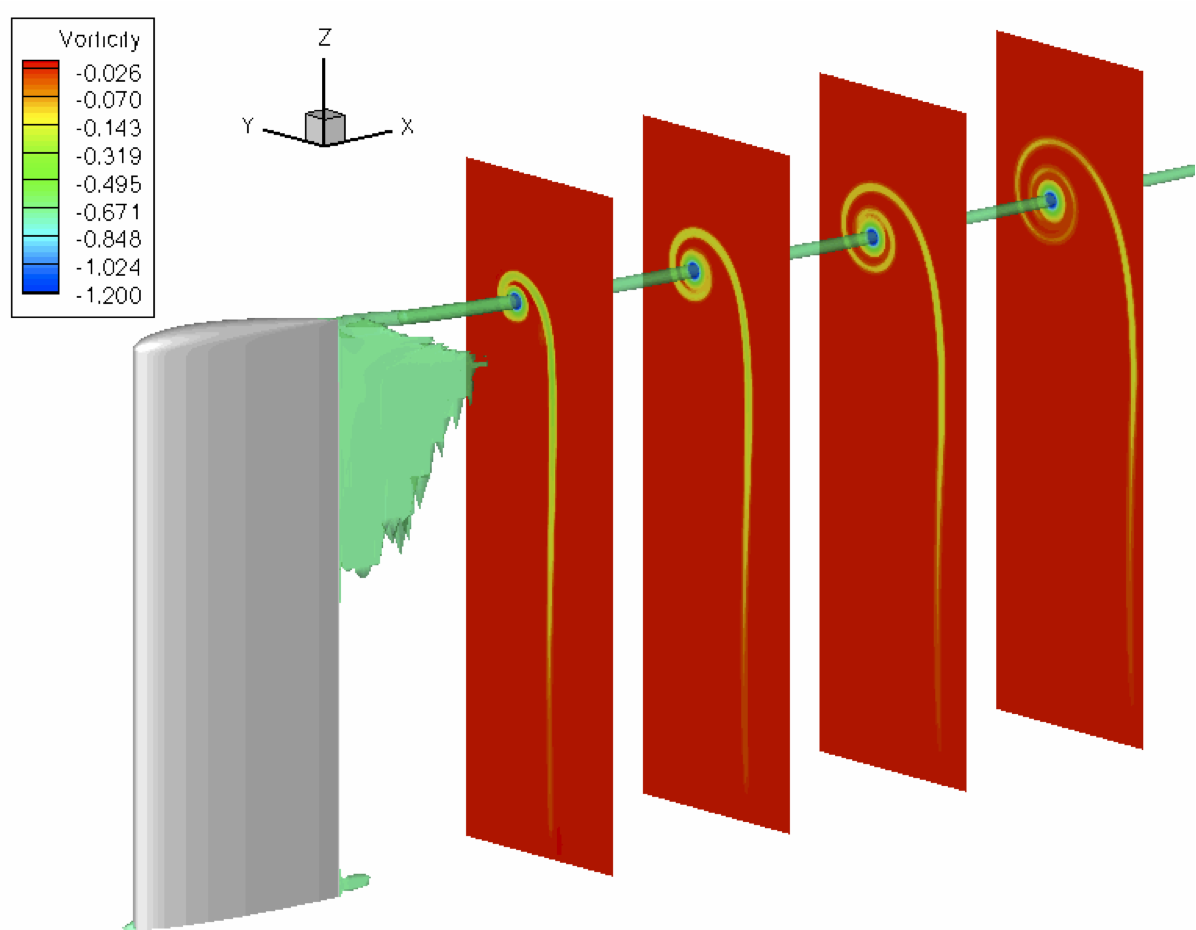
Simulação Euler de um vórtice de ponta de asa. O contorno das cores e a superfície revelam a vorticidade.
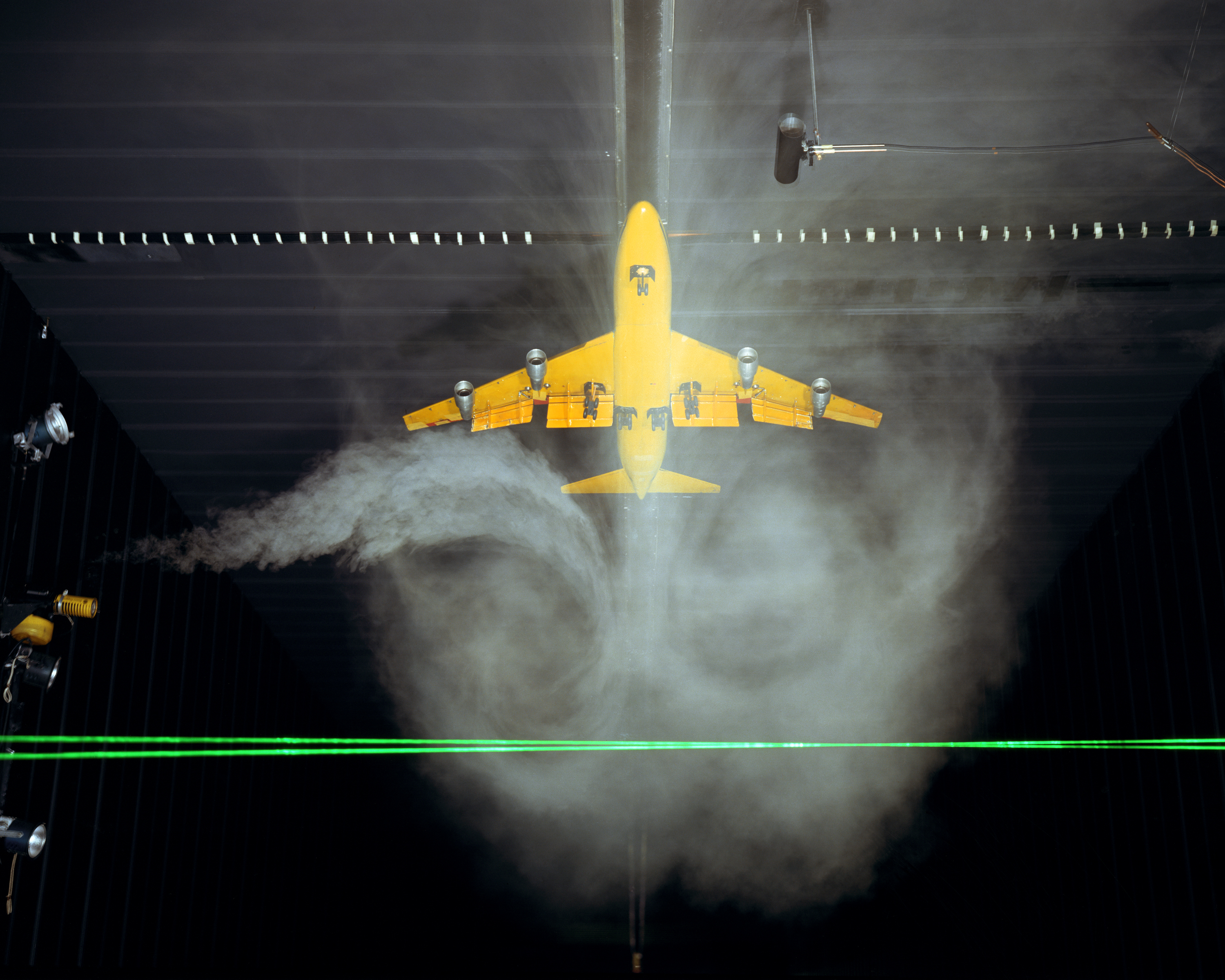
Um modelo de Boeing 747 que acaba de passar por uma camada estacionária de fumaça, mostrando seus vórtices, no Centro de Pesquisas Langley.